# Silybum
Silybum es un género de plantas fanerógamas de la familia Asteraceae, natural de la cuenca mediterránea.
Los miembros de este género crecen como plantas anuales o bienales. El tallo es alto, erecto, ramificado y surcado pero no espinoso. Las hojas son grandes, lobuladas, dentadas y espinosas. Tiene un capítulo  solitario de flores  de color púrpura a rosada. Las flores son floretes tubulares con brácteas muy espinosas.
Comprende una quincena de especies y taxones infraespecíficos descritos (incluidos los híbridos), de los cuales solo 2 son aceptadas, el resto correspondiendo a meros sinónimos

## Taxonomía
El género fue descrito por Sébastien Vaillant y publicado en Der Konigl. Akademie der Wissenschaften in Paris Physische Abhandlungen, 5, p. 173, 605, 1754. El basiónimo es Carduus marianus L., Sp. Pl., vol. 2, p. 823, 1753.
Etimología
Silybum: del Latín Silybum, -i, prestado del Griego σιλυβον, con el sentido de Carduus marianus, mientras otras interpretaciones consideran que el vocablo corresponde a alguna especie de Gundelia, aunque en su descripción Plinio el Viejo, Naturalis historia (22, XLII, 85), con la grafía Sillybum, dice textualmente que "Se parece al Camaleón blanco (Atractylis gummifera) y es igualmente espinoso (...) No tiene uso en medicina.", lo que no parece corresponder al Silybum marianum, y la distribución que da ("crece en Cilicia, Siria y Fenicia") cuadra mejor con  la repartición bastante restringida  de Gundelia que con la de Silybum que se extiende ampliamente por todo el Mediterráneo.

## Especies
- Silybum eburneum Coss. & Durieu, 1855
- Silybum marianum (L.) Gaertn., 1791

## Medicina popular
- Efectos protectores del hígado, utilizado para tratar la cirrosis y la hepatitis.
- Para bajar el nivel de colesterol.
- Para reducir los efectos de la resaca.